# HELLO LONDON
『HELLO LONDON』（ハローロンドン）は1992年4月から1994年9月までフジテレビで放送されていたイギリス情報番組。1992年度は平日早朝の情報番組『モーニングLIVE』内で、1993年度からは単独番組として放送していた。

## 概要
ロンドン在住の日本人俳優楠原映二がロンドンの様々な街やスポット、人々を紹介するイギリス紹介番組。
現地に訪れている日本人観光客や、現地在住の日本人にインタビューをするコーナーも設けられていた。
番組内でビートルズの紹介コーナーや、イギリス民謡などの紹介もされた。
番組内では英会話の要素も取り入れられていた。
1994年度からはオープニング前に楠原映二によるタイトルコールとオープニング後にフィリップによる日本人観光客への街頭インタビューが加えられた。英語でインタビュー始めて英語で答えた後に日本語でネタバラシするというものだった。
単独番組となってからは日本航空（JAL）の一社提供になっていた。

## 主なコーナー
- 「Check in」ロンドンの街中にあるホテルや宿泊施設の紹介
- 「Good Goods」ロンドンの街中にあるお店の紹介
- 「Yummy Yummy」主にレストランやロンドンにある郷土料理店の紹介
- 「The Beatles」ビートルズの紹介コーナー
- 「Tee Time」ゴルフの紹介
- 「Chitty Chitty Bang Bang」ロンドンのクラシックカーやディーラーの紹介
- 「Day-To-Day」番組最後のコーナー、ロンドンのパブや、交通、街のシステムなどの紹介。1994年度より、1993年度のWhat's Onから引き継がれたコーナー。
- 「What's On」Day-To-Dayとほぼ同じ内容、1993年度に放送

## テーマ曲
番組オリジナルのテーマ曲がオープニングとエンディングで使用された。
軽快なロック系の音楽に合わせ、サイケデリックな背景にヨレヨレのトレンチコート姿の楠原映二がメインで歌い、サイケなメイクの女性がコーラスしたり踊ったりするものであった。

## 出演者
- 楠原映二
- フィリップ・カルフ

## 放送時間
放送時間は時期によって変動した。
- 1992年4月6日〜1993年3月31日

『モーニングLIVE』内
- 1993年4月7日〜1993年9月28日

水曜　5:55〜6:25
- 1993年10月6日〜1994年3月31日

木曜〜金曜 5:25〜5:40
- 1994年4月7日〜1994年7月29日

水曜〜金曜 5:40〜5:55または5:35〜5:50
- 1994年8月2日〜1994年9月30日

月曜〜金曜 5:10〜5:25